# Alatyrskij rajon
L'Alatyrskij rajon (in russo Алатырский район?) è un rajon della Repubblica Ciuvascia, nella Russia europea; il capoluogo è Alatyr'. Istituito il 5 settembre 1927, ricopre una superficie di 1 937,38 chilometri quadrati e ospita una popolazione di 14 139 abitanti.  Il centro amministrativo è la città di Alatyr'. Il rajon è suddiviso in 16 comuni rurali.